# Oppmannasjön
Oppmannasjön er en næringsrig sø i Kristianstads kommun i det nordøstlige Skåne vest for Ivösjön.
Søens overflade måler 15 kvadratkilometer, og den ligger cirka 6 moh.. Største dybde er 15 meter. Største tilløb er Arkelstorpsån ved Arkelstorp længst mod nord. Afløbet sker via en kort kanal til Ivösjön ved Bäckaskog slot. Før søsænkningen i 1887 var vandniveauet 2,1 meter højere. Da gik åen tværs gennem Bäckaskogs slot.
Den nordlige del af søen omgives af urskovsagtig løvskov. Mod syd findes et åbent landbrugslandskab med Karsholms slot på den vestlige side. Søen er fiskerig med mange arter, for eksempel gedde, aborre, ål, suder, brasen og pigsmerling.
Langs bredderne vokser siv. Ved Kiaby længst mod syd findes et badested. År 1939 fandtes Bäckaskogskvinnan, en kvinde begravet for mere end 9000 år siden, ved stranden nær Barum. Graven findes for tiden på Historiska museet i Stockholm.